# Albareto (Modena)
Albareto è una frazione  del comune di Modena posizionata a 5 chilometri a nord della città.
La chiesa, intitolata ai Santi Nazario, Celso ed Eurosia, è situata nel centro del quartiere. Ristrutturata dall'allora parroco Don Geraldo Gomes, è molto accogliente.
Esisteva fino a pochi anni fa un fiorente commercio ad Albareto, ora spostatosi a Modena.
Esisteva un Mulino per Macinare il Grano, il Mulino Della Casa, chiuso nel 2009. Tutti i macchinari sono stati smontati e svenduti in Serbia. Nel 2021 il grande silos e la vecchia costruzione sono stati abbattuti per costruire  alcune villette a schiera.
Albareto ora è solamente una piccola località satellite di Modena.
A volte questo quartiere è confuso con l'omonimo comune di Albareto in provincia di Parma.
Nella stessa regione, nel comune di Ziano Piacentino, esiste anche un'altra frazione sempre con lo stesso nome.

## Il meteorite
Nel giugno del 1766 vicino ad Albareto è caduta una piccola meteorite, in seguito chiamata appunto "Albareto".